# Nunuhenu
Nunuhenu (Noenoe Heno, Nuno-Heno, Nuno-Eno, Nunheno) ist ein Ort in der osttimoresischen Exklave Oe-Cusse Ambeno im Westteil von Timor. Von 1936 bis kurz nach dem Zweiten Weltkrieg hieß der Ort Valverde.

## Geographie
Nunuhenu liegt im Suco Cunha des Verwaltungsamts Pante Macassar, auf einer Meereshöhe von 234 m. Er befindet sich am Westufer des Tonos, dem größten Fluss von Oe-Cusse Ambeno, der manchmal ebenfalls „Nunuhenu“ genannt wird. Gegenüber mündet der Abanal in den Tono. Eine Abzweigung der Überlandstraße von Pante Macassar nach Bobometo führt nach Nunuhenu hinein und weiter nach Nitibe im Westen.

## Geschichte
Bis Anfang des 20. Jahrhunderts befand sich in Nunuhenu die Residenz des Herrschers von Ambeno. Im Juli 1641 wurden der Herrscher von Ambeno und sein Gefolge hier von Dominikanern getauft.
Im Mai 1912 rebellierte der Herrscher von Ambeno. Alle Portugiesen in dem Reich, die keine Kirchenangehörige waren, wurden zum Regierungssitz von João da Cruz, Usif von Ambeno, gebracht und hingerichtet. Das Kanonenboot Pátria brachte auf Timor stationierte afrikanische Soldaten und 150 Moradores unter dem Kommando von Capitão Pimenta de Castro nach Ambeno. Die Rebellion wurde niedergeschlagen. João da Cruz floh in den niederländischen Teil Timors und Nunuhenu verlor seinen Status als Sitz des Herrschers von Ambeno. Der von den Portugiesen neueingesetzte Verwandte von João da Cruz ließ sich in Tulaica nieder. Zudem wurde das Reich von Ambeno nun endgültig dem Reich von Oe-Cusse und Hugo da Costa untergeordnet.
Die Ruinen der portugiesischen Mission in Nunuhenu sind heute der Treffpunkt der traditionellen Herrscher von Oe-Cusse für Verhandlungen.

## Belege

### Hauptbelege
- Geoffrey C. Gunn: History of Timor. (PDF-Datei verfügbar vom Centro de Estudos sobre África, Ásia e América Latina, CEsA der TU-Lissabon; 805 kB; abgerufen am 18. Juni 2014).
- Hans Hägerdal: Lords of the Land, Lords of the Sea; Conflict and Adaptation in Early Colonial Timor, 1600–1800, 2012.
- Laura Suzanne Meitzner Yoder: Custom, Codification, Collaboration: Integrating the Legacies of Land and Forest Authorities in Oecusse Enclave, East Timor. Dissertation, Yale University, 2005 (PDF-Datei; 1,46 MB (Memento vom 7. März 2007 im Internet Archive)).